# قائمة الكهوف في أذربيجان
يوجد في أذربيجان العديد من الكهوف الطبيعية. معظم هذه الكهوف عبارة عن كهوف كارستية والباقي كهوف بركانية (أنابيب الحمم البركانية). كانت هذه الكهوف أيضًا ملاجئ ومساكن الأولى للبشرانيات والبشر في العصر الحجري.

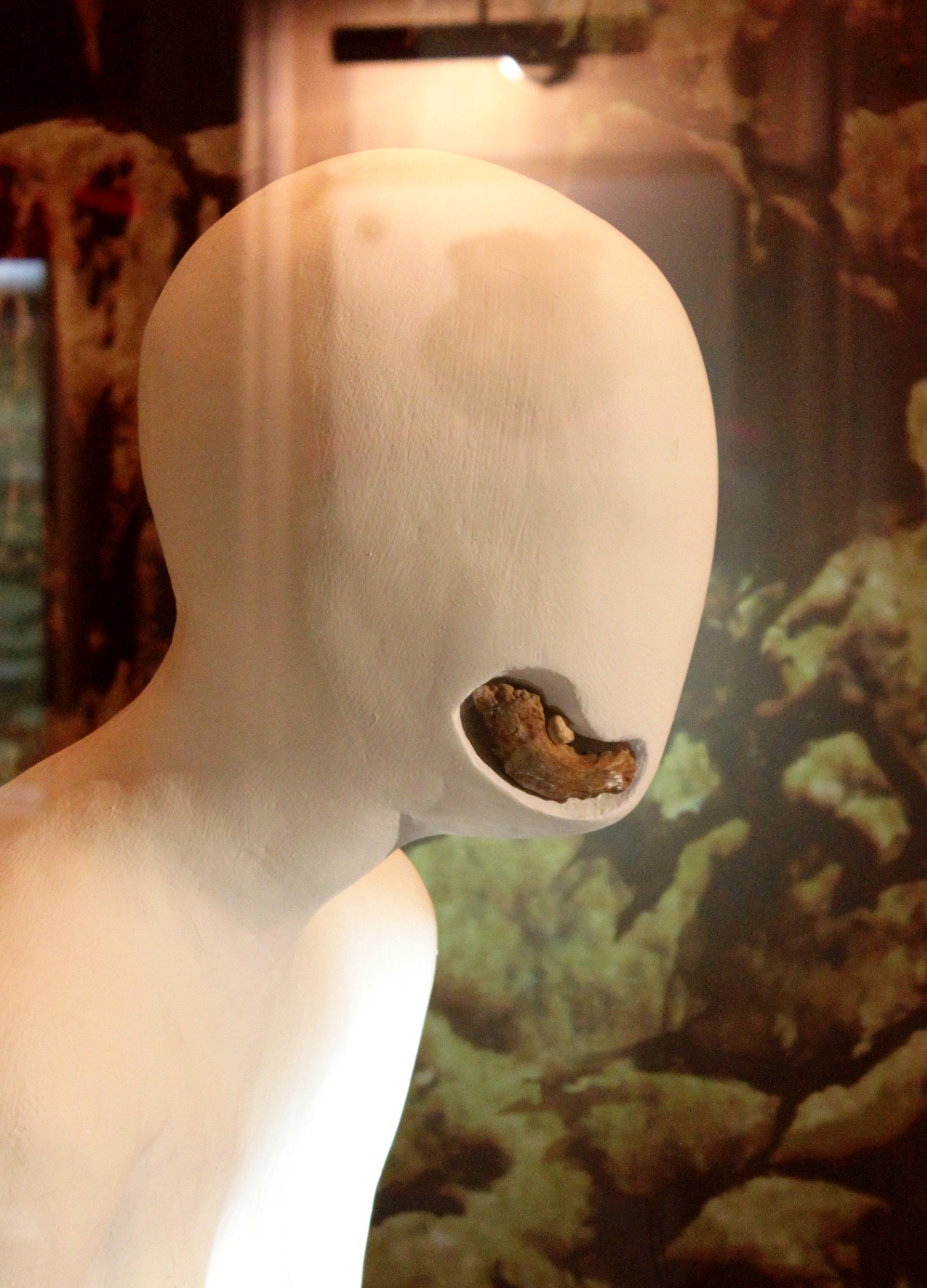
يتم عرض عظم الفك السفلي من أسلاف الإنسان المُسمى "Azykhantrop" الموجود في كهف أزوخ في متحف تاريخ أذربيجان الوطني.

كهف أزوخ يُعتبر أحد أشهر الكهوف في أذربيجان، يُعرف باسم «مستوطنة البشر» في العصر الحجري. وكانت الكهوف هي مستوطنات للثقافات الأشولينية والموستيرية. خلال فترة الثقافة الموستيرية، عاش الإنسان البدائي في كهف أزوخ.

## قائمة الكهوف في أذربيجان
* القائمة لا تشمل جميع الكهوف.
| اسم                    | الاسم باللغة الأذربيجانية | المقاطعة                 |
| ---------------------- | ------------------------- | ------------------------ |
| كهف علار               | Allar mağarası            | مقاطعة يارديملي          |
| كهف عشابي [الإنجليزية] | Əshabi-Kəhf               | مقاطعة بابك              |
| كهف بوزير              | Büzeyir mağarası          | مقاطعة ليريك             |
| كهف زار                | Zar mağarası              | مقاطعة كلبجر             |
| كهف كيليت              | Kilit mağarası            | مقاطعة أوردوباد          |
| كهف تاغلار             | Tağlar mağarası           | مقاطعة خوجاوند           |
| كهف شيش كوزي           | Şiş Quzey                 | منطقة توفوز              |
| كهف شوشا               | Şuşa mağarası             | مقاطعة شوشا [الإنجليزية] |

## قائمة مجمعات الكهوف في أذربيجان
* القائمة لا تشمل جميع مجمعات الكهوف
| اسم            | الاسم باللغة الأذربيجانية | المقاطعة        |
| -------------- | ------------------------- | --------------- |
| كهف أزوخ       | Azıx mağarası             | مقاطعة خوجاوند  |
| كهف دامجيلي    | Damcılı mağarası          | مقاطعة قازاخ    |
| كهف داش صلاحلي | Daş Salahlı mağarası      | مقاطعة قازاخ    |
| كهف حدائقب     | Hadiqaib mağarası         | مقاطعة شارور    |
| كهف أوغان      | Uğan mağarası             | مقاطعة أوغوز    |
| كهف ميريز      | Mərəzə mağarası           | مقاطعة قوبوستان |

## الصور

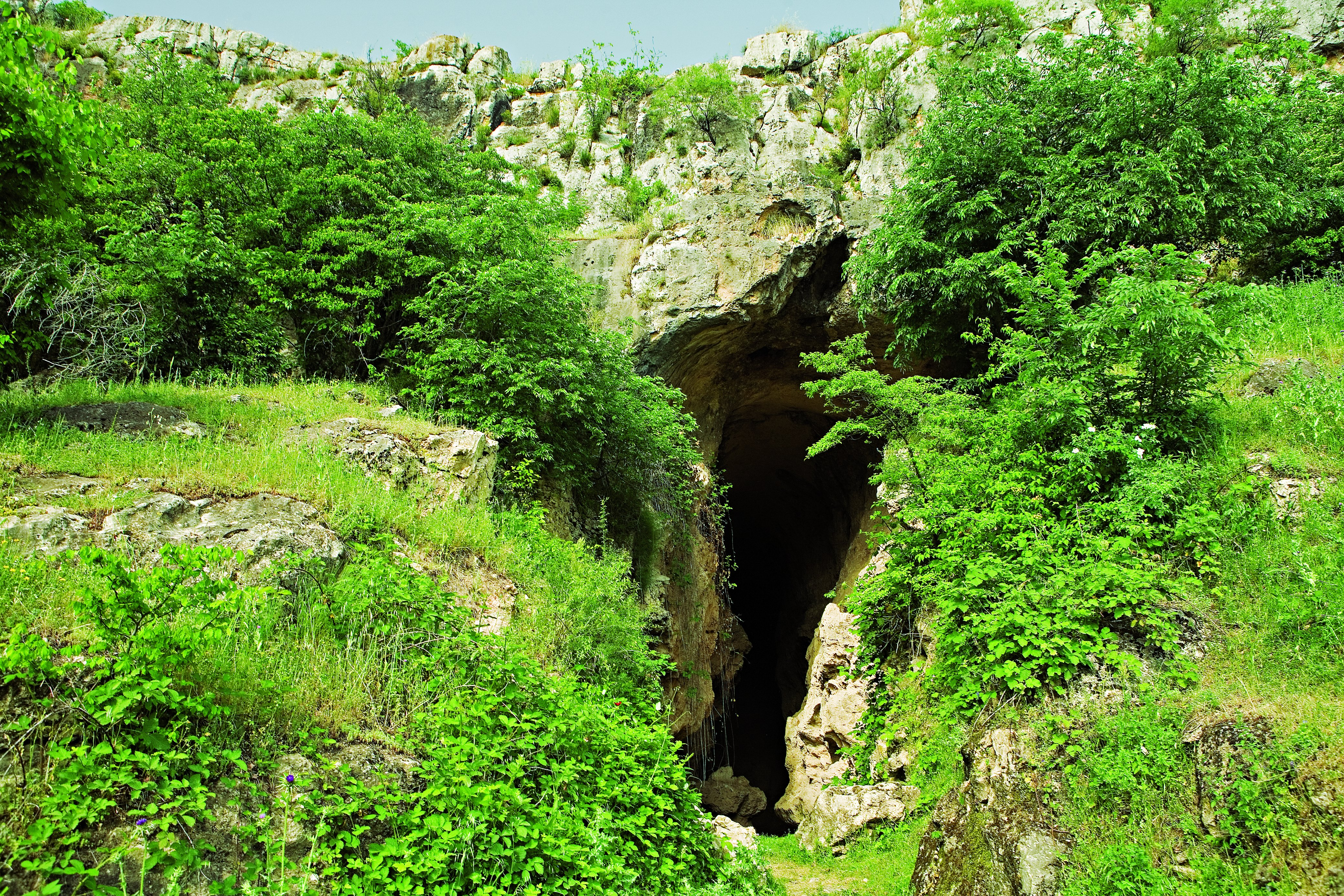
مدخل كهف أزوخ
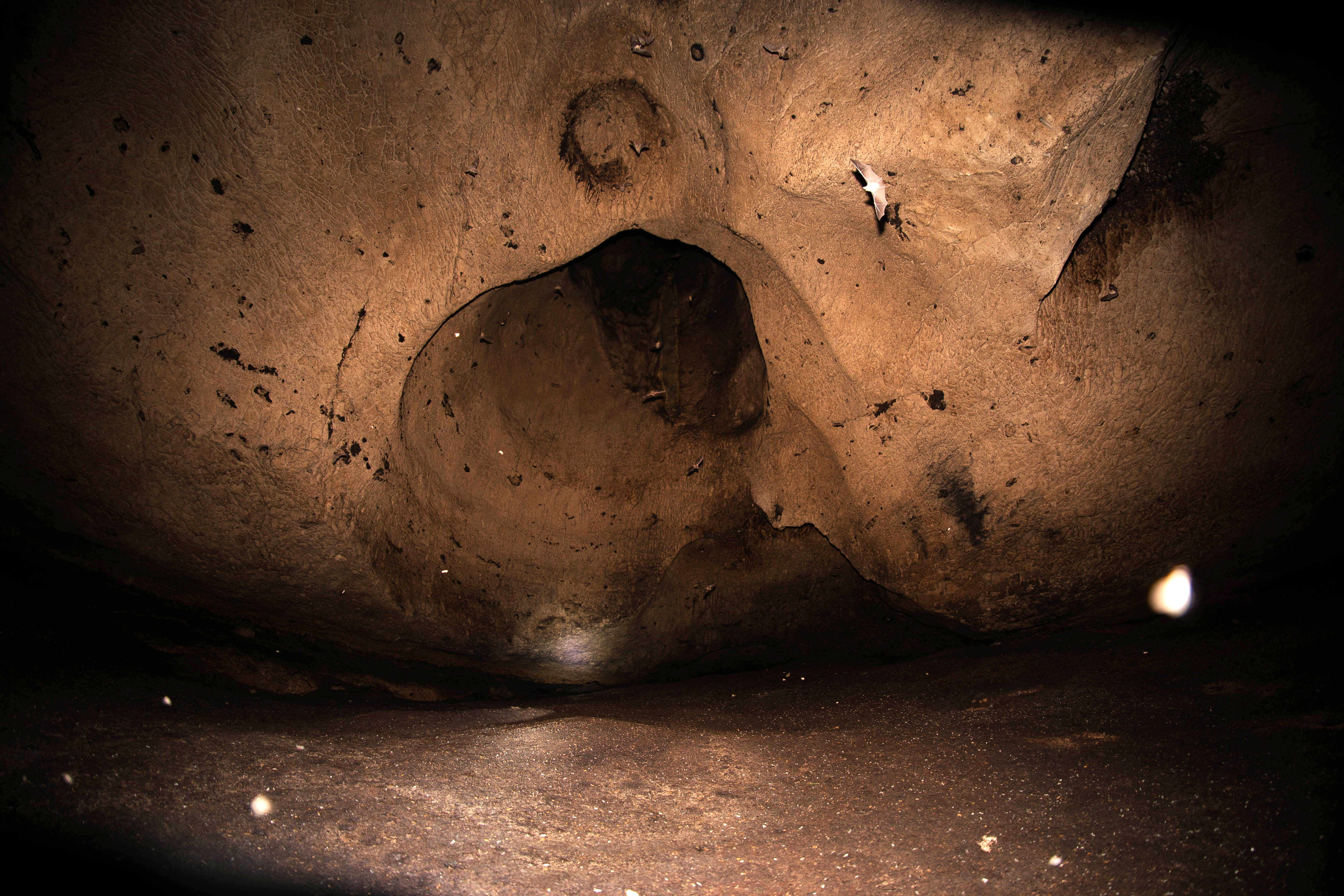
خفاش في كهف أزوخ
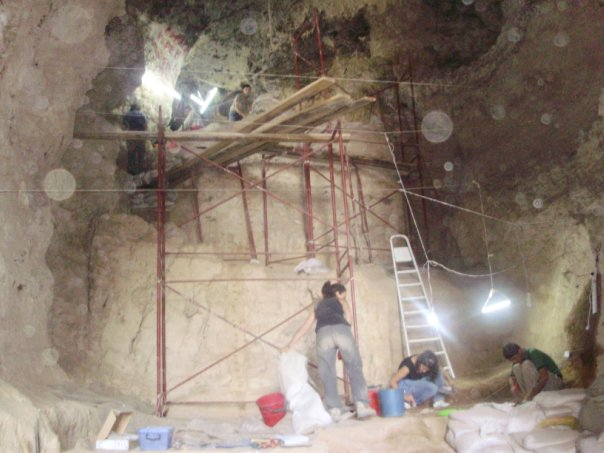
الحفريات الأثرية في كهف أزوخ عام 2009
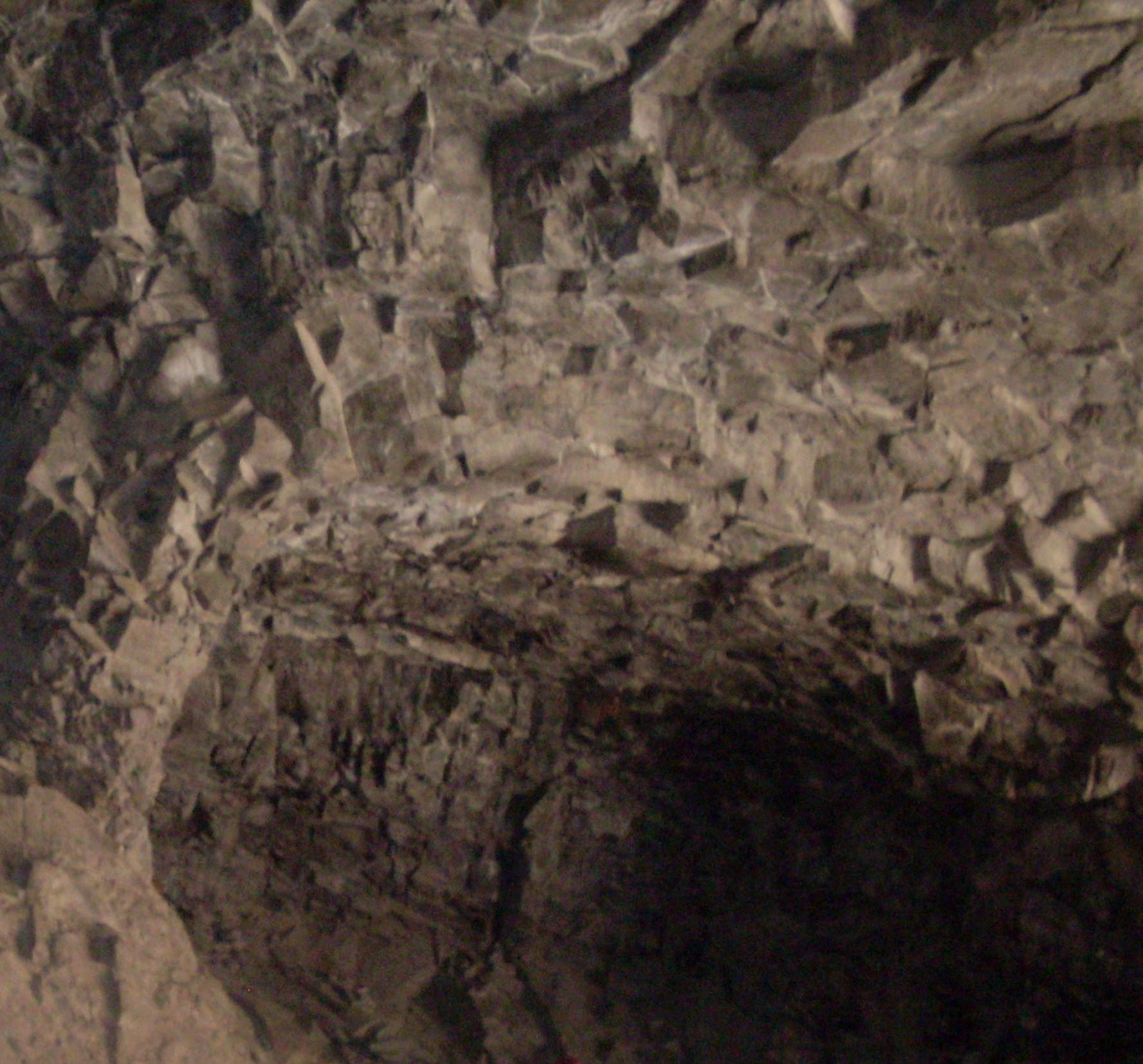
كهف عشابي
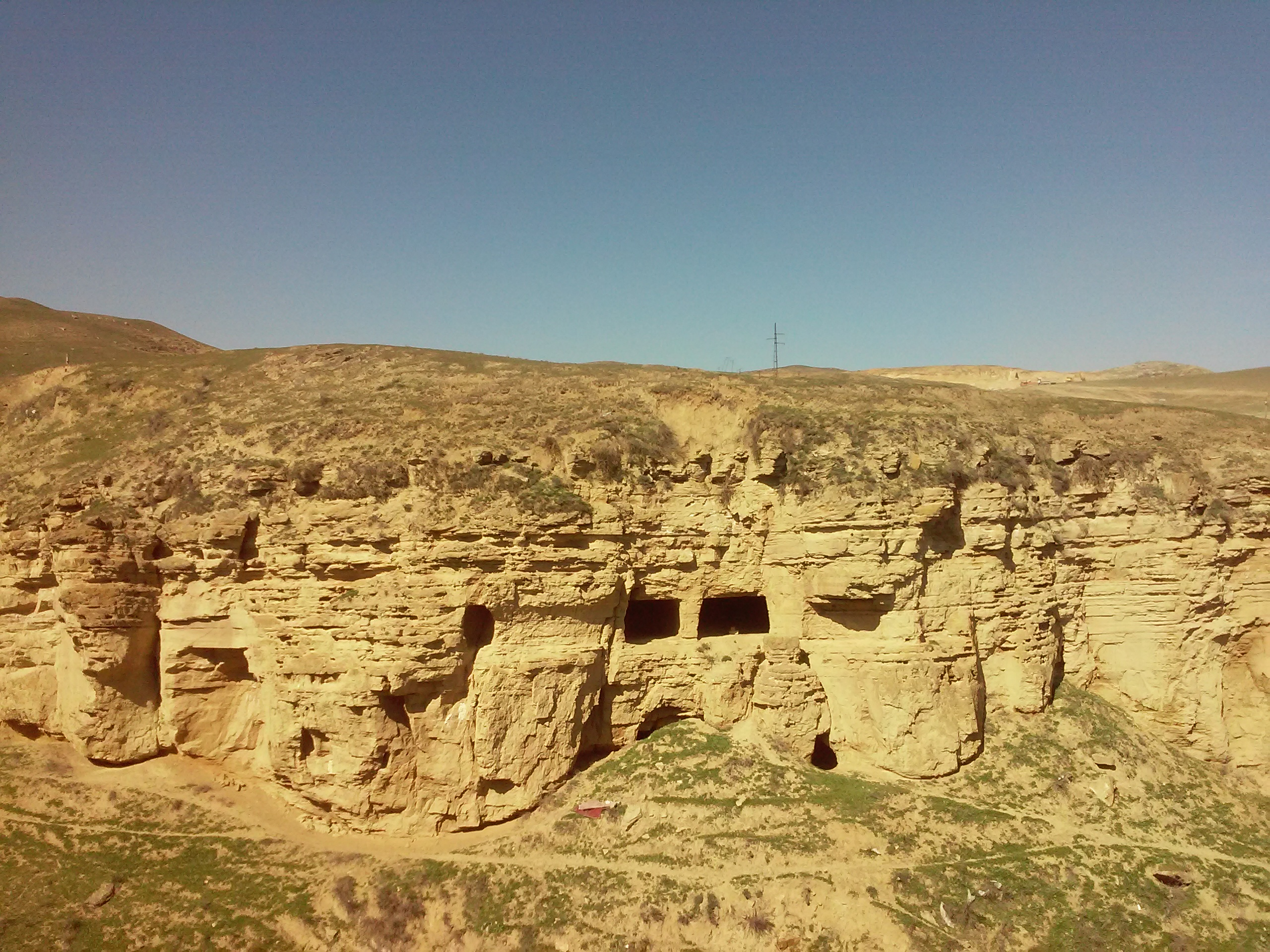
كهف ميريز
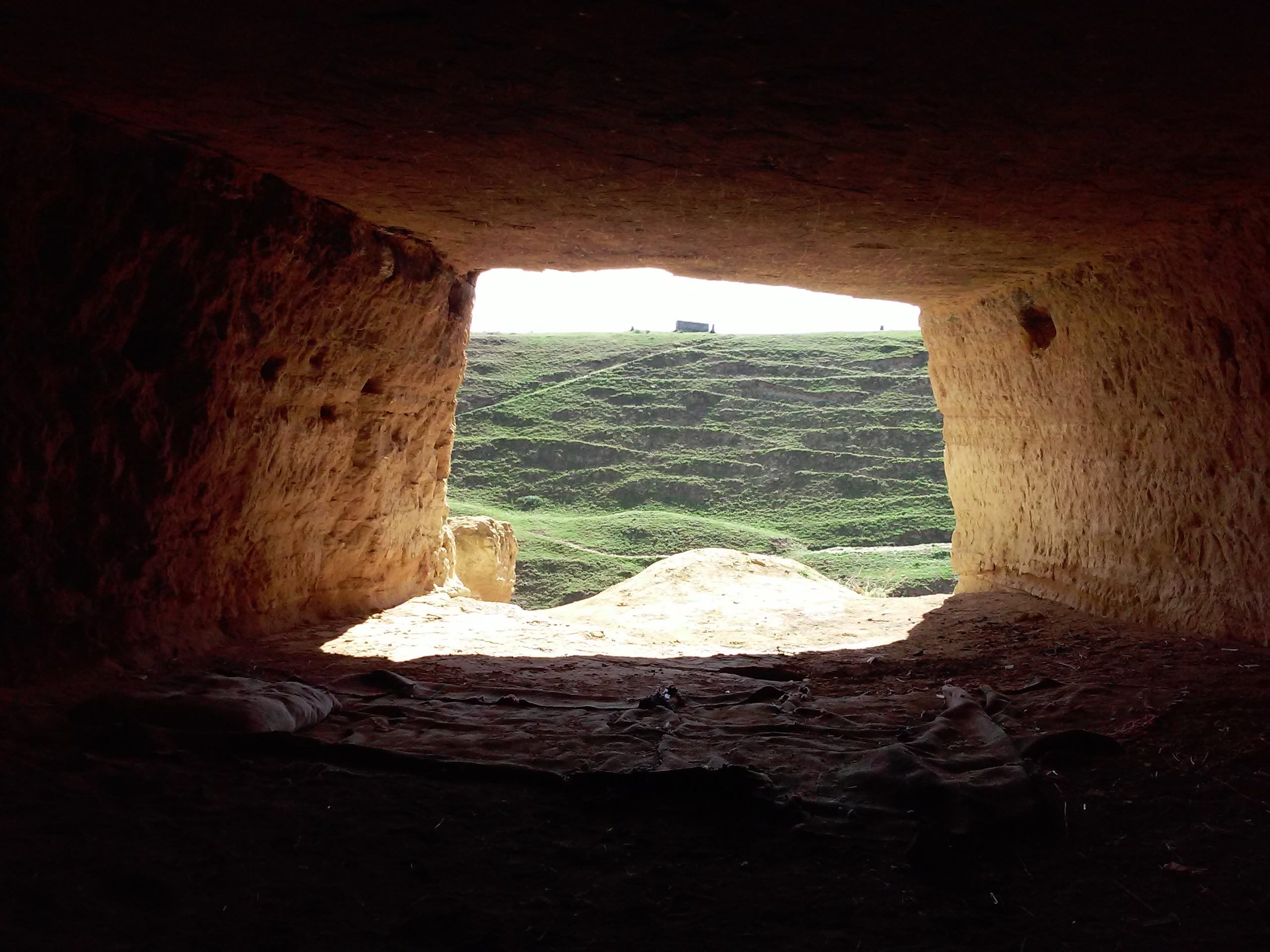
داخل كهف ميريز
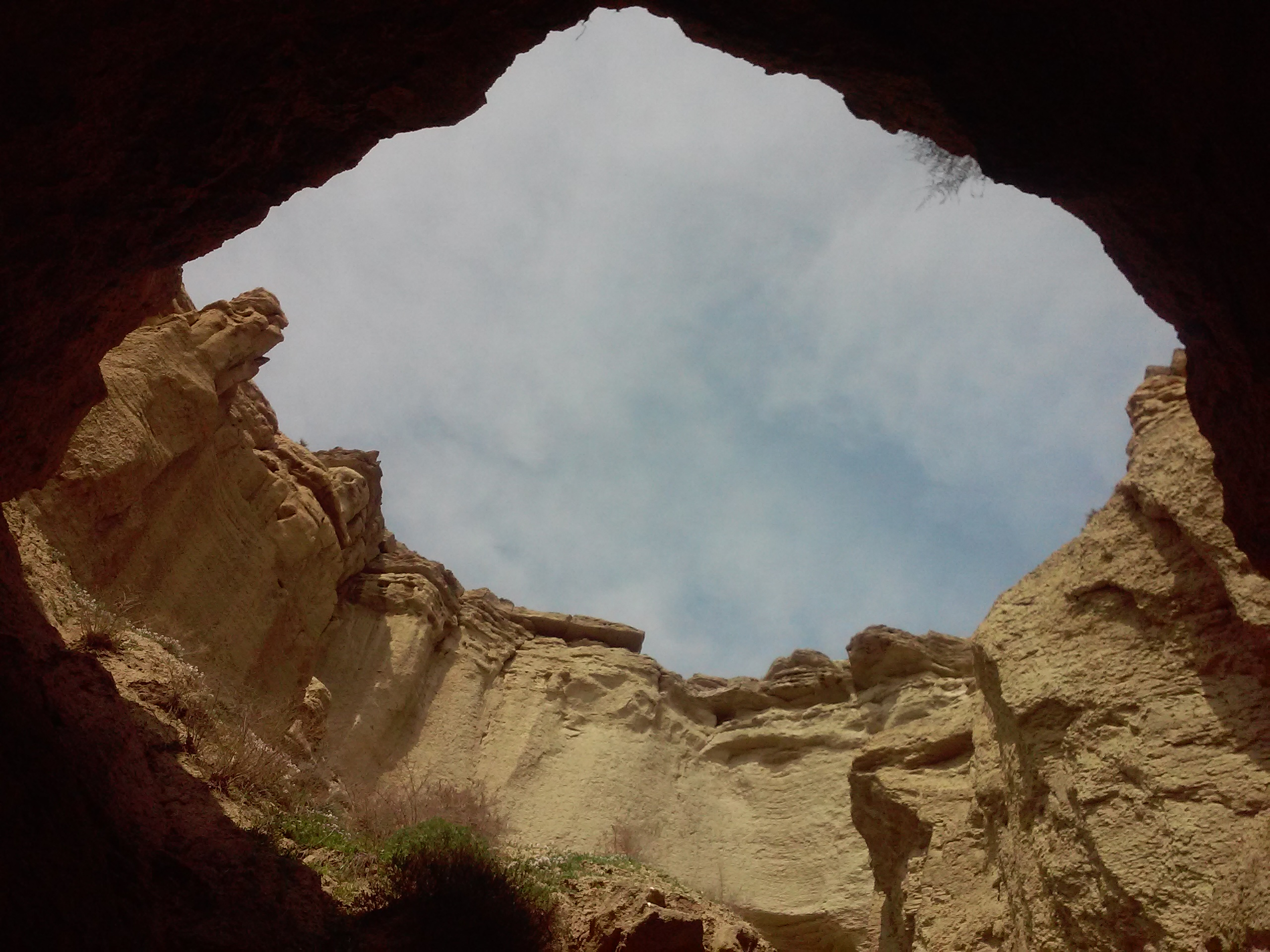
كهف كارستي في مستوطنة كارداج [الإنجليزية]
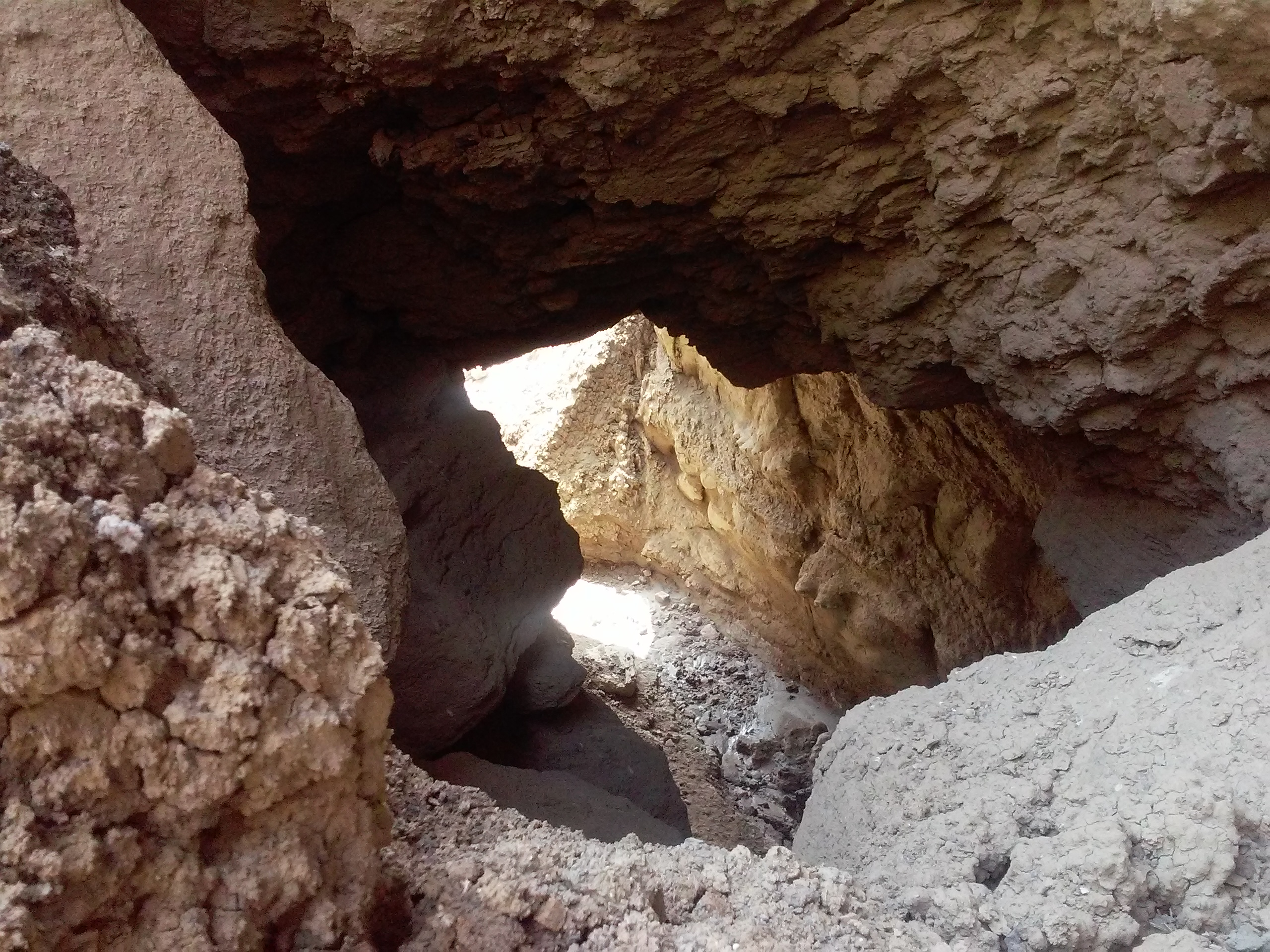
تشكيل كهف كارستي في مستوطنة كارداج [الإنجليزية]
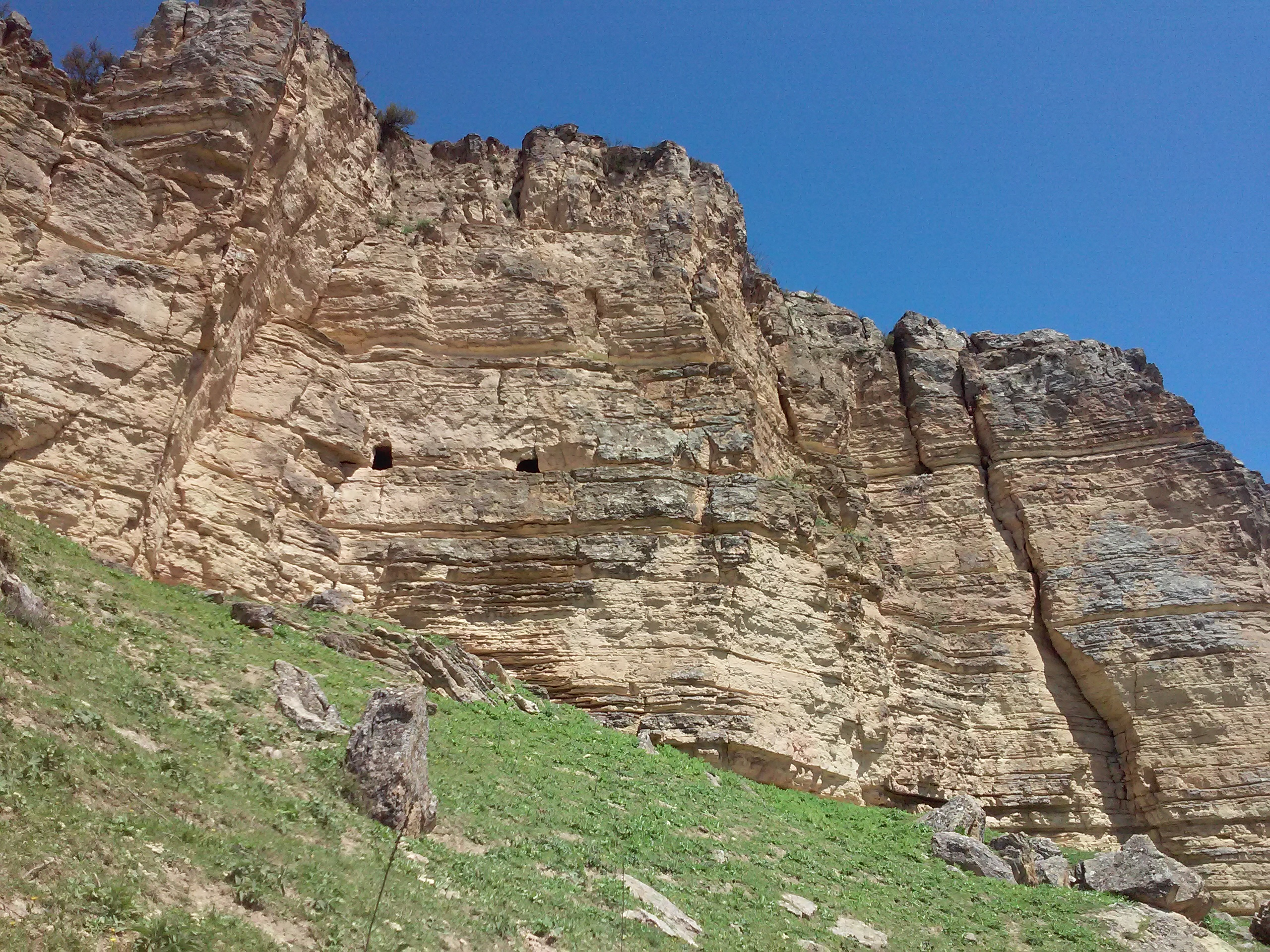
كهف في مقاطعة جوبوستان [الإنجليزية]